# Testament Abrahams
Beim Testament Abrahams (auch: Testamentum Abrahae) handelt es sich um eine in der Antike sehr beliebte pseudepigraphische Schrift, die in zwei Rezensionen in griechischer Sprache und verschiedenen Übersetzungen überliefert ist. Es soll Anfang des zweiten Jahrhunderts im ägyptischen Judentum entstanden sein.

## Inhalt
Die Schrift erzählt von der Todesbotschaft an Abraham. Dieser weigert sich zu sterben und versucht, seinen Tod hinauszuzögern. Vor seinem Tod darf er die gesamte Welt einschließlich des Ortes des Gerichts schauen. Dies ist gestaltet als Reise Abrahams in den Himmel und anschließende Rückkehr auf die Erde. Nach dieser Reise besucht der Tod Abraham und der Erzengel Michael nimmt seine Seele mit in den Himmel.